# Ensdorf (Oberpfalz)

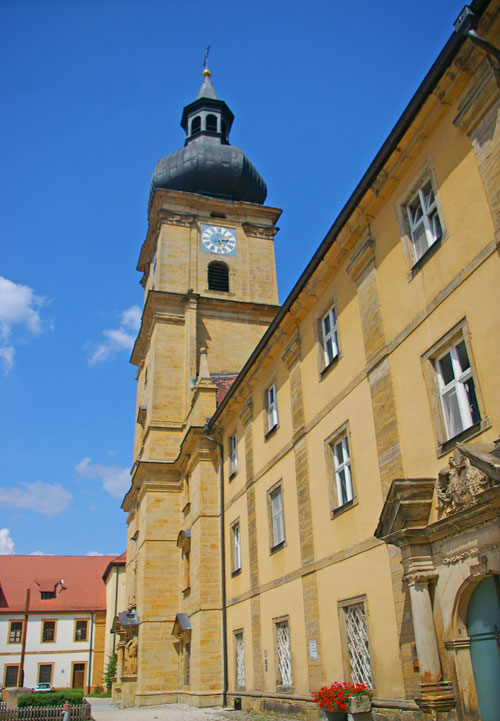
Pfarrkirche St. Jakob (ehemalige Klosterkirche)

Ensdorf ist eine Gemeinde im Oberpfälzer Landkreis Amberg-Sulzbach und zählt zur Metropolregion Nürnberg in Bayern.

## Geographie
Die Gemeinde liegt in der Region Oberpfalz-Nord.

### Gemeindegliederung
Es gibt 18 Gemeindeteile (in Klammern ist der Siedlungstyp angegeben):
- Dornberg (Weiler)
- Ensdorf (Pfarrdorf)
- Götzenöd (Weiler)
- Hirschwald (Kirchdorf)
- Hofstetten (Kirchdorf)
- Langenwies (Einöde)
- Leidersdorf (Weiler)
- Oberbernstein (Einöde)
- Palkering (Einöde)
- Rannahof (Einöde)
- Ruiding (Einöde)
- Schwabenhof (Einöde)
- Seidlthal (Einöde)
- Seulohe (Kirchdorf)
- Thanheim (Kirchdorf)
- Unterbernstein (Einöde)
- Uschlberg (Weiler)
- Wolfsbach (Kirchdorf)

Es gibt die Gemarkungen Ensdorf, Garsdorf (nur Gemarkungsteil 0), Taubenbacher Forst (nur Gemarkungsteil 0), Thanheim und Wolfsbach.

## Geschichte

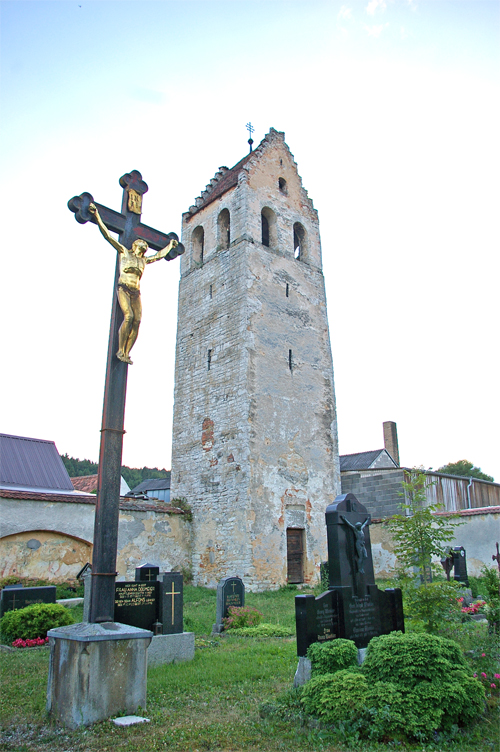
Turm der ehemaligen Pfarrkirche St. Stephan

### Bis zur Gemeindegründung
Ur- und frühgeschichtliche Spuren finden sich am Ringwall Ensdorf.
Die erste urkundliche Erwähnung des Ortes stammt aus dem Jahre 1028. Ausgrabungen am sogenannten Stephansturm, dem einzigen Rest der 1805 abgebrochenen Pfarrkirche St. Stephan, erbrachten den Nachweis einer Kirche des 10. Jahrhunderts. Dendrochronologische Untersuchungen haben ergeben, dass der Turm im Jahr 1075 erbaut wurde. Er ist somit eines der ältesten Bauwerke der Oberpfalz. Ensdorf gehörte bis zur Säkularisation 1802 zum 1121 durch Pfalzgraf Otto V. von Scheyern und Bischof Otto von Bamberg gegründeten Kloster Ensdorf, einem der ältesten Klöster der heutigen Oberpfalz. Der Ort war zwar Teil des Kurfürstentums Bayern, bildete aber eine geschlossene Hofmark, deren Sitz das Kloster war. Im Zuge der Verwaltungsreformen in Bayern entstand mit dem Gemeindeedikt von 1818 die heutige Gemeinde.

### 20. Jahrhundert
Seit 1920 haben sich die Salesianer Don Boscos im ehemaligen Benediktinerkloster niedergelassen.

### Eingemeindungen
Im Zuge der Gebietsreform in Bayern wurden am 1. April 1971 Garsdorf (zum Teil), Thanheim und Wolfsbach in die Gemeinde eingegliedert.
Am 1. September 2015 erfolgte die Auflösung des gemeindefreien Gebiets Hirschwald. Dabei wurde ein Teil in die Gemeinde Ensdorf eingegliedert und die Gemeindefläche wuchs damit auf 61,0372 km² an.

### Einwohnerentwicklung
Zwischen 1988 und 2018 wuchs die Gemeinde von 1939 auf 2176 um 237 Einwohner bzw. um 12,2 %.
| Jahr      | 1933 | 1939 | 1961 | 1970 | 1987 | 1991 | 1995 | 2000 | 2005 | 2010 | 2015 |
| --------- | ---- | ---- | ---- | ---- | ---- | ---- | ---- | ---- | ---- | ---- | ---- |
| Einwohner | 0825 | 0761 | 1765 | 1902 | 1934 | 2054 | 2142 | 2222 | 2278 | 2227 | 2219 |

## Politik
- SPD: 6
- CSU: 6
- BDL: 2

### Bürgermeister
Erster Bürgermeister ist seit dem 1. Mai 2020 Hans Ram (SPD). Er wurde mit 54,38 % der Stimmen gewählt.

### Gemeinderat
Der Gemeinderat hat 14 Sitze. Bei der Kommunalwahl vom 15. März 2020 haben von den 1779 Stimmberechtigten 1308 von ihrem Wahlrecht Gebrauch gemacht, womit die Wahlbeteiligung bei 73,52 % lag.

### Wappen
| | Blasonierung: „In Silber ein roter Zickzackbalken zwischen drei (2:1) blauen Lilien.“ |
| Wappenbegründung: Das Gemeindewappen ist vom Wappen des Benediktinerklosters Ensdorf abgeleitet. Der nachweislich seit dem ausgehenden 15. Jahrhundert in den Abtsiegeln geführte Zickzackbalken ist das alte Wappen der wittelsbachischen Pfalzgrafen, denn der mit Heilika verheiratete Pfalzgraf Otto stiftete das Kloster im Jahr 1121 und realisierte damit ein Vorhaben seines Schwiegervaters, des Grafen Friedrich von Hopfenohe-Lengenfeld-Pettendorf. Die drei Lilien sind in verwechselten Farben vom Sechs-Lilien-Schild der Grafen von Lengenfeld (identisch mit dem der Grafen von Kastl) hergeleitet. In Abtwappen des Klosters Ensdorf fanden sich die Lilien erst seit dem ausgehenden 17. Jahrhundert. Dieses Wappen wird seit 1928 geführt. |                                                                                       |

### Gemeindepartnerschaften
- Ensdorf unterhält eine Partnerschaft mit der gleichnamigen saarländischen Gemeinde Ensdorf.

## Baudenkmäler
- Schloss Leidersdorf

## Wirtschaft einschließlich Land- und Forstwirtschaft
2017 gab es in der Gemeinde 274 sozialversicherungspflichtige Arbeitsplätze. Von der Wohnbevölkerung standen 896 Personen in einem versicherungspflichtigen Beschäftigungsverhältnis. Damit war die Zahl der Auspendler um 722 Personen größer als die der Einpendler. 33 Einwohner waren arbeitslos. 2016 gab es 44 landwirtschaftliche Betriebe.
Des Weiteren gibt es seit 2008 in Ensdorf das Zentrum für Erneuerbare Energien und Nachhaltigkeit, das zur Förderung von Umwelt- und Klimaschutz gegründet wurde.

## Verkehr
Ensdorf ist durch die unmittelbar am westlichen Ortsrand verlaufende Staatsstraße 2165 und die durch den Ort führende Kreisstraße AS 8 an das überörtliche Verkehrsnetz angeschlossen. An der inzwischen stillgelegten Bahnstrecke Amberg–Schmidmühlen gab es den Haltepunkt Ensdorf (Oberpf).

## Vereine
- DJK Ensdorf, größter Verein in der Gemeinde Ensdorf mit mehr als 800 Mitgliedern

## Bildung
Es gibt folgende Einrichtungen:
- eine Kindertageseinrichtung mit 75 Plätzen und 57 Kindern (Stand 1. März 2018) und
- die Mittelschule Ensdorf für die Jahrgangsstufen 5 bis 10 mit elf hauptamtlichen Lehrkräften und 112 Schülern (Schuljahr 2021/22).[14]

Seit dem Schuljahr 2005/2006 gibt es für die Schulen Ensdorf und Rieden eine neue Regelung. Alle Schulkinder der Jahrgänge 1 bis 4 besuchen nicht mehr die Grund- und Teilhauptschule II in Ensdorf, sondern wechselten zur Grund- und Teilhauptschule I nach Rieden, jetzt nur noch Grundschule Rieden. Die Jahrgänge 5 und 6, die bisher noch in Rieden untergebracht waren, wechselten zur Hauptschule (jetzt umbenannt Mittelschule) Ensdorf. Jetzt sind die Klassen 5 bis 10 in der Mittelschule Ensdorf untergebracht.
Ensdorf hat ein BRK Seniorenheim St. Jakobus.

## Söhne und Töchter der Gemeinde
- Friedrich von Anhalt-Bernburg-Harzgerode (1613–1670), Fürst von Anhalt-Harzgerode
- Joseph Moritz (1769–1834), Historiker und Hochschullehrer
- Michael Seybold (1933–2005), römisch-katholischer Theologe und Hochschullehrer
- Christoph Hammer (* 1966), Dirigent